# پاول-ورنر هوتسل
پاول-ورنر هوتسل (به آلمانی: Paul-Werner Hozzel) (۱۶ اکتبر ۱۹۱۰ – ۷ ژانویه ۱۹۹۷) خلبان و نظامی بلندپایه آلمانی در دوره رایش سوم بود که در جریان جنگ جهانی دوم در لوفت‌وافه خدمت کرد. او پس از جنگ به بوندس‌ور، نیروهای مسلح آلمان غربی پیوست و با درجه سرتیپی بازنشسته شد.

## زندگی
پاول-ورنر هوتسل سال ۱۹۳۱ به عنوان افسر توپخانه به نیروی زمینی آلمان پیوست. سال ۱۹۳۴ به لوفت‌وافه منتقل شد. پس از الحاق به گروه ۳ جناح ۱۶۲ بمب‌افکن شیرجه‌ای در ماه سپتامبر سال ۱۹۳۸، نخستین باز پرواز کرد. همان ماه فرمانده اسکادران ۲ گروه ۲ بمب‌افکن شیرجه‌ای در برسلاو بود. بخش‌هایی از این گروه هوایی ماه نوامبر گروه ۱ جناح ۱۶۰ بمب‌افکن شیرجه‌ای را تشکیل دادند و هوتسل فرمانده اسکادران ۱ آن شد. جناح او ماه مه سال ۱۹۳۹ به جناح ۱ بمب‌افکن شیرجه‌ای تغییر عنوان داد. در پی آغاز جنگ جهانی دوم و در جریان نبرد لهستان، با مجروح شدن سروان ورنر رنچ در یک حادثه، هوتسل موقتاً گروه ۱ جناح ۱ بمب‌افکن شیرجه‌ای را فرماندهی کرد. ماه اکتبر در این جایگاه تثبیت شد. گروه هوایی او در نبرد نروژ موفقیت‌های بزرگی کسب کرد؛ از این رو به او و سه خلبان دیگر نشان عالی صلیب شوالیه صلیب آهنین اعطا گردید. دریافت نشان برای هوتسل به جهت غرق کردن یک زیردریایی در اسکاگراک بود. او تا ماه مه سال ۱۹۴۱ در این مقام فرماندهی باقی ماند و در طول آن به درجه سروانی نائل آمد و در نبرد فرانسه، نبرد بریتانیا، نبرد مدیترانه و کارزار بالکان مشارکت کرد. هوتسل روز ۱۰ ژانویه سال ۱۹۴۱ حمله موفقیت‌آمیزی به ناو هواپیمابر الیوستریوس تریتب داد و به آن آسیب زد. در ادامه تا ۳۰ سپتامبر فرمانده دانشکده شماره ۱ اشتوکا بود. سپس فرماندهی جناح ۲ بمب‌افکن شیرجه‌ای را تا میانه ماه فوریه سال ۱۹۴۳ بر عهده داشت. روز ۱۴ آوریل سال ۱۹۴۳ برگ‌های بلوط به نشان صلیب شوالیه او افزوده شد و ماه اوت به درجه سرهنگ دومی ترفیع یافت. چند پایگاه هوایی عملیاتی را فرماندهی کرد و سپس با گذراندن دوره ستاد، در چند جایگاه جایگاه ستادی قرار گرفت. پس از جنگ تا ماه ژانویه سال ۱۹۵۶ در اسارت شوروی بود.

## کتابشناسی
- Goss, Chriss (2018). Knights of the Battle of Britain: Luftwaffe Aircrew Awarded the Knight's Cross in 1940. Barnsley, Pen & Swords Books.